# ماریام فوکس-ژروزالمی
ماریام فوکس-ژروزالمی (فرانسوی: Myriam Fox-Jerusalmi‎؛ زادهٔ ۲۴ اکتبر ۱۹۶۱) قایقران کانو اهل فرانسه بود.